# Challenge Bernadotte
Challenge Bernadotte var en Grand prix-tävling inom världscupen i herrvärja. Challenge Bernadotte bestod av en individuell tävling och en lagtävling.

## Historia
1977 instiftades Bernadotte-pokalen av Djurgårdens IF för att hedra Djurgårdens IF:s dåvarande ordförande greve Oscar Bernadotte af Wisborg. 1998 erhöll tävlingen världscupstatus och från 2002 tog Svenska Fäktförbundet över arrangörskapet från Djurgårdens IF. 2012 meddelades det att tävlingen skulle läggas ner.

## Segrare individuellt
- 2009 - Sven Schmid, Tyskland
- 2008 - Pavel Kolobkov, Ryssland
- 2007 - Igor Tourchine, Ryssland
- 2006 - Fabrice Jeannet, Frankrike
- 2005 - Daniel Strigel, Tyskland
- 2004 - Marcel Fischer, Schweiz
- 2003 - Eric Boisse, Frankrike
- 2002 - Krisztian Kulcsàr, Ungern
- 2001 - Krisztian Kulcsàr, Ungern
- 2000 - Daniell Strigel, Tyskland
- 1999 - Alfredo Rota, Italien
- 1998 - Arnd Schmitt, Tyskland